# Данило Медина
Данило Медина Санчес (на испански: Danilo Medina Sánchez) е доминикански политик от Доминиканската партия на освобождението, президент на Доминиканската република от 2012 г.
Той е роден на 10 ноември 1951 година в Боечио, провинция Сан Хуан. През 1984 година завършва икономика в Технологичния институт на Санто Доминго. През 1986 година за пръв път е избран за депутат, а през 1994 – 1995 година е председател на Камарата на депутатите. Един от най-близките сподвижници на президента Леонел Фернандес, през 1996 – 1999 и 2004 – 2006 година Медина е държавен секретар на Президентството.
В края на третия мандат на Фернандес Данило Медина е издигнат за кандидат за президент от Доминиканската партия на освобождението и на 20 май 2012 година печели изборите срещу Иполито Мехия и встъпва в длъжност на 16 август.